# История арабской цивилизации
«История арабской цивилизации» (фр. La Civilisation des Arabes) — книга французского философа, путешественника, археолога, медика и социального психолога Гюстава Лебона. Книга, впервые изданная в 1884 году, рисует историко-культурную картину исламской цивилизации арабов и показывает её влияние на другие культуры и цивилизации мира.

## Краткое содержание книги
В 1882—1884 годы Лебон путешествует по Северной Африке (Марокко, Алжир, Тунис), Ближнему Востоку (Египет, Палестина, Ливан, Турция, Сирия, Ирак), посещает Среднюю Азию и Иран, изучая культуру и обычаи этих стран и регионов. По впечатлениям этих путешествий Лебон в 1884 году опубликовал «Историю цивилизации» объёмом в 705 печатных страниц (оригинал, первое издание), богато иллюстрированную фотографиями и гравюрами различных культурных памятников из многих регионов исламского Востока. В книге он тщательно проанализировал истоки, становление и расцвет культуры, религии и связанных с ней общественных институтов, астрономии и математики, медицины, техники, науки, географических знаний, торговых связей, искусства и архитектуры арабской цивилизации. В книге Лебон называет исламизированную территорию от Африки до Индии — «арабской цивилизацией», исходя из всех выше перечисленных признаков, присущих самостоятельным и самодостаточным цивилизациям.
Арабы распространили свою религию, обычаи и социальные институты, архитектуру, язык и науки — в целом культуру — на все более ранние цивилизации Востока, такие как Египет, Византия, Персия, Индия и даже частично Китай, подчинив своему культурному влиянию даже пришлых извне завоевателей Востока — монголов Чингисхана. Лебон называет арабов единственным в истории человечества примером, когда влияние культуры одного народа на другие имело такую огромную силу и в глубину, в смысле числа перенятых культурных элементов, и в ширину в географическом смысле. До арабов столько разных ранее зрелых и самодостаточных цивилизации не подвергались влиянию культуры одного народа в таком масштабе.
Один из центральных тезисов Лебона в этой книге состоит в том, что именно арабы были учителями европейской науки, философии и в целом цивилизационного прогресса, который почти исключительно с помощью арабской цивилизации вывел полуварварскую средневековую Европу в культурные века Ренессанса и далее до наших времен. Именно арабам обязана своим расцветом сегодняшняя Европа. Как пишет Лебон, в отличие от других народов и цивилизаций, на которых арабы повлияли всем спектром своей культуры, на Европу арабы повлияли в основном своими интеллектуальными достижениями — в точных науках, истории и философии.
В X веке, как пишет Лебон, во время расцвета арабской цивилизации, европейские рыцари, сидя в своих замках, хвалились тем, что не умеют писать и читать. И лишь наиболее просвещенные люди Европы того времени были немногочисленные бедные и голодные монахи в монастырях, вся просвещенность которых заключалась в переписывании на латыни богословских святых текстов.
Арабские ученые обладали на тот момент передовыми знаниями в мире по химии, астрономии, математике, медицине и философии, так как они, во-первых, собирали знания со всех концов исламского Востока, от Индии и Китая до Египта, и, во вторых, активно эти знания развивали далее.
Арабы влияли на европейцев в раннем средневековье через Испанию, Сардинию, Сицилию и юг Италии, которыми арабы владели в раннем средневековье, а также несколько позднее через торговые связи «арабской цивилизации» с Венецией и Генуей. Одним из примеров влияния арабской науки на тогдашнюю варварскую Европу служат арабские цифры в сегодняшней европейской и мировой науке, которые были переняты у арабов вместе с остальными знаниями в общем потоке интеллектуального транзита. Несколько позже к практическим и философским знаниям подключилась официальная церковь: в 1130 году архиепископ Раймонд организовал в арабском Толедо в Испании коллегию по масштабному переводу арабских трудов на латынь, вследствие чего арабские знания систематически потекли в Европу.
Хотя первый университет был основан самими европейцами в Византии, в некоторых университетах преподавали и арабы, и изучались в них в том числе переводы с арабского: труды по философии, медицине, астрономии, алгебре и других великих арабских мыслителей Авиценны, Аверроэса, аль-Фараби, аль-Бируни и др. Во многом благодаря и арабам тоже (равно как и византийцам, и ассирийцам) европейцы смогли познакомиться с арабскими переводами древнегреческих и древнеримских авторов, на идеалах которых позже и набрал силу европейский Ренессанс. Арабы дали европейцам Платона, Аристотеля, Архимеда, Евклида, Птолемея и многих других. Многие из трудов античных авторов сохранились только в арабских переводах, погибнув в результате падения Римской империи и последующей пучине времени многих веков. Арабский философ Аверроэс, пишет Лебон, преподавался с начала XIII века в европейских университетах как высший авторитет. Ещё в конце XV века, по личному указанию французского короля Людовика XI Аверроэс и Аристотель преподавались как высшие авторитеты философии во Франции. Даже Данте в своей «Божественной комедии» 1320 года упоминает и Авиценну и Аверроэса, свидетельствуя тем самым о влиянии арабов на мысль и культуру Европы того времени.

## Признание
Переведена на многие языки, в том числе на русский язык. В 2009 году в свет вышло первое русское издание книги (Минск: МФЦП, 2009).
Над его переводом работала белорусская переводчица Т. В. Сальникова.
Книга получила положительные отзывы отечественных арабистов: А. А. Долининой, Т. А. Шумовского, И. М. Фильштинского, Е. М. Примакова, П. В. Густерина, В. Д. Ушакова и др.

## Параметры русского издания 2009 года
Тираж: 5000 экз.
Объём: 704 стр.
Формат: 70x100/16 (167x236 мм).

## Похожие труды
- «Города Арабского Востока» (Густерин).
- «Столкновение цивилизаций» (Хантингтон).
- «Закат Европы» (Шпенглер).
- «Византизм и славянство» (Леонтьев).
- «Постижение истории» (Тойнби).
- «Этногенез и биосфера Земли» (Гумилёв).
- «Ноосфера» (Вернадский).